# Ur (Pirineos Orientales)
La localidad y comuna francesa de Ur se encuentra en el departamento de los Pirineos Orientales en Francia, dentro del valle de la Cerdaña. Está situado a una altitud de 1206 m y cuenta con 310 habitantes, que reciben el gentilicio de urois en francés y urencs en catalán.

## Geografía
Se encuentra en el valle del río Reur, en la Alta Cerdaña, si bien limita con la Baja Cerdaña (Puigcerdá y Llivia). 
La zona norte del término es más montañosa. Los ríos Brangolí y Angostrina (en francés Brangoly y Angoustrine) se unen en el pueblo de Ur para formar el Reur, afluente del Segre.

## Demografía
| 1836 | 1861 | 1896 | 1931 | 1962 | 1968 | 1975 | 1982 | 1990 | 1999 |
| ---- | ---- | ---- | ---- | ---- | ---- | ---- | ---- | ---- | ---- |
| 280  | 308  | 262  | 248  | 336  | 256  | 272  | 260  | 269  | 308  |

## Administración y política
El equipo municipal se encuentra en su segundo mandato.
En el referendo sobre la Constitución Europea ganó el no con un 62,65% de los votos.

Algunos resultados electorales recientes (primeras vueltas del sistema francés):
| extrema izquierda | lista de izquierdas (socialistas, comunistas y otros) | Ecologistas | Regionalistas | Lista Caza y Pesca | derecha tradicional (dos listas) | Frente Nacional | Extrema derecha |
| ----------------- | ----------------------------------------------------- | ----------- | ------------- | ------------------ | -------------------------------- | --------------- | --------------- |
| 5,1%              | 23,9%                                                 | 3,6%        | 5,1%          | 15,2%              | 39,1%                            | 8,0%            | 0,0%            |

## Economía

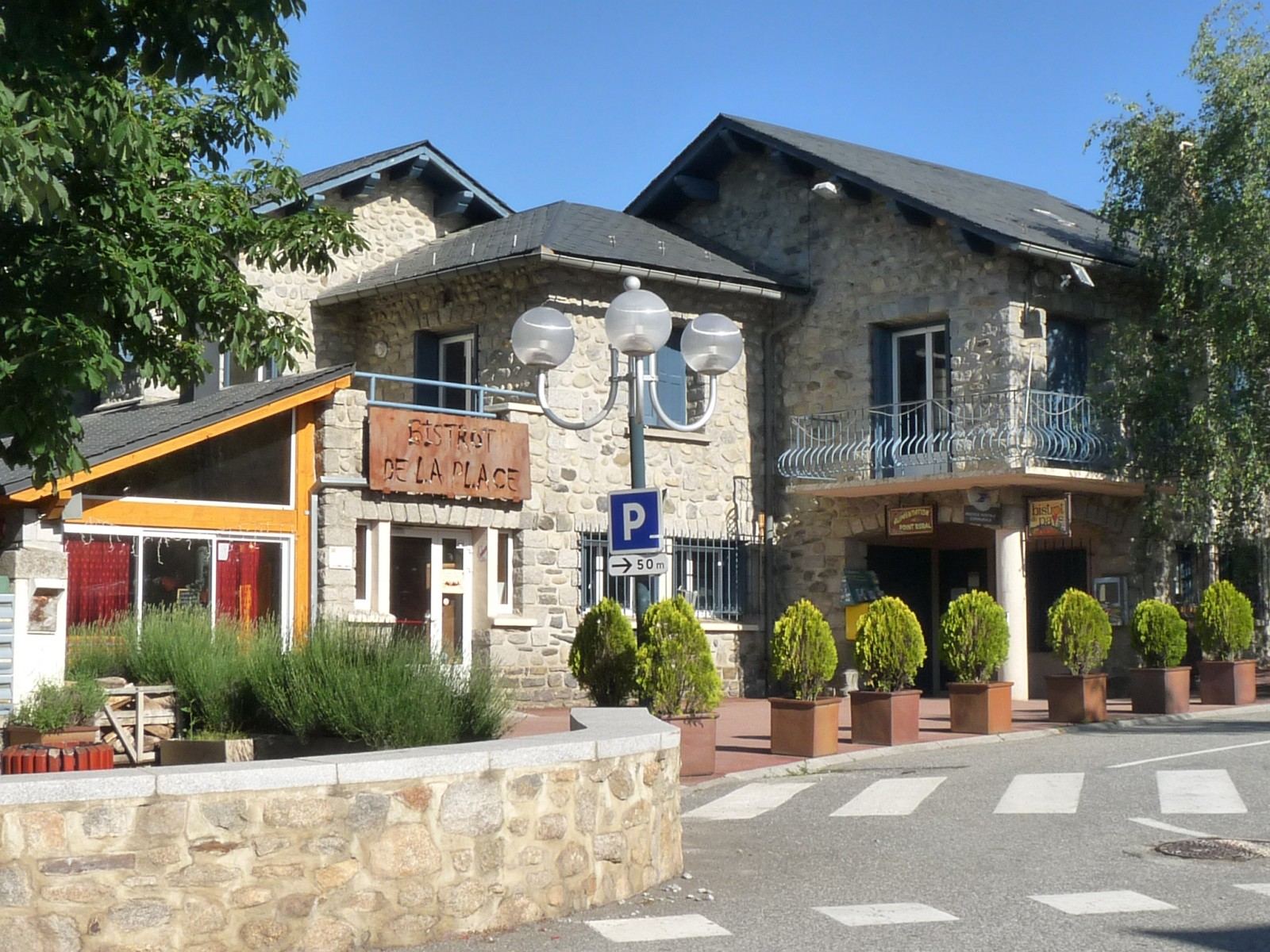
Ur

Según el censo de 1999, la distribución de la población activa por sectores era:
| agricultura | industria | construcción | servicios |
| ----------- | --------- | ------------ | --------- |
| 2,9%        | 5,9%      | 11,8%        | 79,4%     |

## Historia
La parroquia de Ur se menciona en el acta de consagración de la catedral de Urgel en 819. En 965 el testamento del conde Sunifredo II de Cerdaña menciona un legado referido a Ur.
Ur fue el centro de la baronía de su nombre, que al inicio del siglo XVI pertenecía a la familia Còdol, que la retendría hasta la Revolución francesa.